# Fairport
Fairport är en småort i Monroe County, New York. Orten ligger 14 km öster om Rochester och är känd för sin placering vid Eriekanalen. I tidskriften Money Magazine blev den 2005 utnämnd till en av de bästa platserna att leva på. År 2000 bodde 5740 personer i Fairport. 

## Kända personer från orten
- Joseph Fornieri, historiker och författare
- Philip Seymour Hoffman, skådespelare
- Louise Slaughter, politiker
- Julia Nunes, musiker och youtube-personlighet